# Fritz Bauchwitz
Fritz Adolf Bauchwitz (* 21. Juni 1924 in Wien; † 13. April 2009 in Buenos Aires, Argentinien) war ein österreichisch-amerikanischer Hörfunkjournalist und -moderator bei Radio Bremen.

## Leben
Bauchwitz war Sohn eines jüdischen Kaufmanns und wuchs in Berlin und Köln auf, wo er das jüdische Realgymnasium „Jawne“ besuchte. 1939 emigrierte er mit seiner gesamten Schulklasse nach England. Die Schüler wurden, wie noch jeweils vier weitere Klassen des „Jawne“, von dem Schulleiter und Lehrer Erich Klibansky begleitet, der die Flucht nach England organisierte und der später zusammen mit seiner Familie von den Nationalsozialisten deportiert und ermordet wurde. Ein Jahr später kam Bauchwitz zu Verwandten in die USA, wo er die US-amerikanische Staatsbürgerschaft erhielt. Mit der US Army kehrte er kurz nach Ende des Zweiten Weltkrieges als Soldat nach Europa zurück und wurde als Ersatzmann in der Alliierten Kontrollkommission in Bulgarien und Italien eingesetzt.
Von 1947 bis 1951 lebte Bauchwitz wieder in den USA, wo er an der Purdue University im US-Bundesstaat Indiana ein Ingenieurstudium absolvierte. Während des Koreakrieges wurde er erneut eingezogen und wegen seiner Sprachkenntnisse nach Deutschland beordert, wo er von 1951 bis 1956 in Berlin stationiert war. Danach ging er wieder in die USA und arbeitete als Zivilbeamter bei der U.S. Air Force. Seine zivile Luftwaffentätigkeit brachte ihn 1960 zuerst nach Köln und 1964 nach Bremerhaven. Als die Bremerhavener Station 1968 geschlossen wurde, verließ er die US-amerikanische Luftwaffe und entschied sich, in Deutschland zu bleiben. Bauchwitz hatte inzwischen eine Bremerin geheiratet und das Paar hatte drei Kinder, die noch zur Schule gingen.
Seit 1968 lebte er mit seiner Familie in Bremen. Dort fand er zunächst Arbeit als Stadionsprecher und wurde dann journalistisch für das Radio tätig, wobei er hauptsächlich für Radio Bremen arbeitete. Dabei wurde er einem breiten Publikum bekannt, unter anderem als Moderator des Bremer Hafenkonzerts, der Nordschau und verschiedener Vormittagsmagazine. Bundesweit wurde er insbesondere durch die Moderation des ARD-Nachtexpress bekannt. Nebenbei war er zeitweise als Sprecher beim Pferdeturniersport tätig, nachdem er früher selbst Turniere geritten hatte. Zuletzt moderierte er beim Nordwestradio die Sendung Im besten Alter, die sich an ältere Menschen richtete. Sein Spitzname war der „‚Alte Fritz‘ von Radio Bremen“.
Bei seiner journalistischen Arbeit befasste Bauchwitz sich vor allem mit dem Schicksal von Emigranten. Sein eigenes Leben beschrieb er in dem Buch Erfahren, erlebt, erdacht … und erzählt, das 1993 beim Bremer Hauschild Verlag erschienen ist. Über seine prägenden Erfahrungen berichtete er in zahlreichen Veranstaltungen.
Bauchwitz engagierte sich im sozialen Bereich; unter anderem war er langjährig Pressesprecher bei der Bremer Seniorenvertretung. Dabei setzte er sich besonders für generationsübergreifende ehrenamtliche Projekte ein, wie u. a. Lesebotschafter, Verkehrs- und Sicherheitshelfer und PC-Schulungen von Jüngeren für Ältere. Die von ihm mit initiierten Helfer und Helferinnen an den Fahrkartenautomaten im Bremer Hauptbahnhof hatten erst kurz vor seinem Tod ihre Tätigkeit aufgenommen.
Fritz Bauchwitz starb im Alter von 84 Jahren bei einem Verwandtenbesuch in Argentinien.

## Werke
- „Erfahren, erlebt, erdacht … und erzählt.“ Ein deutsch-jüdisches Emigrantenschicksal. Hauschild Verlag, Bremen 1993, ISBN 3-926598-99-9